# Strandboulevarden
 Der er for få eller ingen kildehenvisninger i denne artikel, hvilket er et problem. Du kan hjælpe ved at angive troværdige kilder til de påstande, som fremføres i artiklen.

Strandboulevarden er en gade på Østerbro og Indre By i København. Gaden går fra Fridtjof Nansens Plads i forlængelse af Kristianiagade til krydset med Østerbrogade ved Poul Henningsens Plads, hvor der fortsættes i Jagtvej.

## Historie
Boulevarden er en markant, cirka 2 km lang boulevard på Østerbro. Den tager sin begynder ved den lille undseelige plads Fridtjof Nansens Plads, der egentlig blot er et gadekryds, og fortsætter mod nord frem til Jagtvejen og Østerbrogade (Lille Vibenshus). Oprindeligt skulle boulevarden have fortsat nordpå til Strandpromenaden med en bro over jernbanen, men så langt kom den aldrig til at gå. I den nordlige ende slår den derfor et kraftigt knæk og fortsætter mod vest.
Den oprindelige strækning kaldtes Strandpromenaden og var blot en sti langs stranden/kystlinjen. Da Frihavnen kom til i 1896 og jernbanen fra Hellerup til Østerport 1897, blev kystlinjen flyttet et godt stykke udefter, og gaden mistede dermed den nære forbindelse til stranden og Øresund.
Gaden blev først navngivet Strandboulevarden i sin fulde, nuværende længde i 1897. Inden da hed den sydlige del i nogle år Gefionsgade. Den nordlige del hed derimod fra 1860 til 1897 Sibbernsvej. Dette navn havde den efter murermester G. N. Sibbern (død 1850) som ejede Ny Kalkbrænderi, som lå ved Strandboulevardens nordlige ende.
Borgerrepræsentationen vedtog i 1895 at anlægge Strandboulevarden, delvis på den daværende Gefiongades tracé. Den lå ud for Nordre Frihavnsgade. Desuden blev dele af den gamle Strandpromenade ud for Classens Have genanvendt i boulevarden.
Strandboulevarden blev anlagt som en bred, boulevard med tre rækker platantræer, der skabte et smukt byrum om et fodgængerareal og en ridesti. Da sporvognene i årene mellem 1938 og 1958 blev lagt ind i trærækkerne, forsvandt den midterste trærække, og i 1960'erne blev de resterende trærækker alvorligt beskåret til fordel for svingbaner for biler. Trafikken er senere aftaget, men trærækkerne ikke genetableret.
Nær Lille Vibenshus og Østerbrogade ligger Vibenshus Skole fra 1892. Den rager lidt ud i boulevarden. Der skyldes, at den blev opført før den endelige fastlæggelse af byggelinjerne for af Strandboulevarden.
En tilsvarende uregelmæssighed i Strandboulevardens bredde kan ses ved Nordre Frihavnsgade, hvor man i begyndelsen af 1890'erne anlagde Gefiongade. Den var smallere end den nye boulevard, der blev anlagt få så senere.
Få steder på Østerbro ser man så tydeligt landskabets fald ned mod vandet som på den del af Strandboulevarden, der ligger mellem Østerbrogade og knækket ved Løgstørgade. Her falder niveauet fra cirka 7 meter over dagligt vandet til cirka 1 meter. Det ses fx tydeligt på forløbet af kældervinduer i de lange ejendomme.
Gaden er i dag altovervejende præget af beboelse. Tidligere fandt man – fx i 1950'erne et hav af forskellige småhandlende. Eksempelvis en vinhandler og kjolesalon (i nr. 1), frugtforretning (3), blomsterforretningen Primavera (5), vaskeriet Falken (7), frisørsalonen Figaro (9), boghandler (11), damelingeri (13), cigarforretning (59), apotek (61), restaurationen Strandborg (67), tobakshandler (135), mejeri (125), frugthandel (133), viktualiehandler (137); generelt virkelig mange små forretninger, såsom cigarhandlende og frisører.

## Nævneværdige bygninger i gaden
Initiativtageren til Tuborg, Philip Heyman, havde et slagteri på Strandboulevarden, men boede selv på Strandvejen.
- Nr. 27: En mindetavle fortæller, at Georg Brandes boede i ejendommen fra 1910 til sin død i 1927.

- Nr. 33: Sierra Leones ambassade.

- Nr. 44: Frode Jacobsen, den fremtrædende modstandsleder under besættelsen 1940-1945, var placeret et hemmeligt sted i befrielsesdagene o. 4. maj 1945. Det var i en lejlighed på Strandboulevarden 44.

- Nr. 49: Finseninstituttet/Kysthospitalet

- Nr. 88-98: Omtrent på dette stykke lå "De fattiges Dyrehave". I virkeligheden strakte dette område – der var en konkurrent til Bakken i den ”rigtige” Dyrehave – sig fra Århusgade i nord til Vejlegade i syd. De forskellige etablissementer havde deres storhedstid i anden halvdel af 1800-tallet. Fra teltbeværtninger serveredes brændevin fra den nærliggende spritfabrik til arbejdere og bådførere fra kalkbrænderiet og andre steder. De fattiges Dyrehave var især kendt blandt ”Søens folk” og havde også et ry derefter. Men der var også karruseller, keglebaner og andre forlystelser for folk, der blot ville more sig. Endnu i 1876 lå der 25 lysthuse i haven. Omkring 1. verdenskrig var såvel stedet som dets rygte omtrent forduftet.